# 武岡
武岡（たけおか）は、鹿児島県鹿児島市の町丁。郵便番号は890-0031。人口は10,922人、世帯数は5,124世帯（2020年4月1日現在）。武岡一丁目から武岡六丁目まであり、武岡一丁目の一部及び武岡四丁目から武岡六丁目までの全域で住居表示を実施している。

## 地理
鹿児島市の中部、新川流域にある武岡台地上に位置している。町域の北方には明和、北方から西方にかけては小野町、南方には田上、東方には常盤町、常盤がそれぞれ接している。
樟南高等学校の直下に鹿児島東西幹線道路の武岡トンネルが通る、また南部に隣接する田上には九州自動車道鹿児島ICがある。また、鹿児島市街方面へ接続する市道武武岡線の常盤トンネルが開通したことによって鹿児島中央駅方面へのアクセスが改善された。

### 町名の由来
武岡という町名は武岡台地上に造成されたことに由来している。

## 歴史

### 武岡の開発
現在の武岡一丁目から武岡六丁目までの区域は、「武岡ハイランド」、「武岡団地」、「武岡台地区土地区画整理事業」として造成された各団地により構成されている。
「武岡ハイランド」は、福岡県に本社を置く岡崎工業によって開発された住宅団地であり1970年（昭和45年）に着工し、1977年（昭和52年）に事業が完了した。「武岡団地」は、1971年（昭和46年）に鹿児島市住宅供給公社が土地区画整理事業として団地造成に着手し、1977年（昭和52年）に事業が完了した。「武岡台地区土地区画整理事業」は、2001年（平成13年）には現在の武岡第五丁目の一部にあたる区域において事業計画が決定し、2005年（平成17年）10月23日に換地処分が行われた。
団地の造成が進むに伴って教育施設の整備も行われ、1976年（昭和51年）に鹿児島市立武岡小学校、1988年（昭和63年）には鹿児島市立武岡中学校、1989年（平成元年）には鹿児島市立武岡台小学校が相次いで開校した。

### 町丁としての武岡
1978年（昭和53年）1月15日に田上町、常盤町の各一部にあたる鹿児島市住宅公社によって造成された「武岡団地」の換地処分が完了したことにより新たに町名が設置された。常盤町及び田上町の各一部より「武岡一丁目」、田上町の各一部より「武岡二丁目」、「武岡三丁目」が設置された。1979年（昭和54年）7月16日には原良団地地区（原良団地、永吉団地、武岡ハイランド）において住居表示が実施されることとなり、田上町及び小野町の各一部より「武岡四丁目」、小野町の一部より「武岡五丁目」が設置された。1985年（昭和60年）8月31日に襲来した台風13号では高台の住宅地が被害を受け、武岡では鹿児島市立武岡小学校の仮設校舎が全壊した。
1990年（平成2年）2月13日には田上町の一部が武岡三丁目に編入され、1993年（平成5年）3月1日に武岡台にあたる小野町の一部の区域で住居表示が実施されることとなり、小野町の一部より「武岡六丁目」が設置された。1994年（平成6年）10月17日には常盤団地地区において住居表示が実施されることとなり、田上町及び常盤町の一部を武岡一丁目に編入し、武岡一丁目の一部が常盤町に編入された。
1995年（平成7年）には樟南高等学校が荒田一丁目から武岡一丁目に移転し、2004年（平成16年）には鹿児島中央駅付近の武二丁目と樟南高等学校付近の武岡一丁目の間を結ぶ武武岡線（1期）が開通した。
2005年（平成17年）2月13日には、武岡台土地区画整理事業として整備された鹿児島市立武岡中学校の周辺の区域が小野町から武岡五丁目に編入され、2007年（平成19年）10月29日には常盤地区で住居表示が実施されることとなり、常盤町と田上町の一部が武岡一丁目に編入された。

### 町域の変遷
| 変更後             | 変更年             | 変更前             |
| ------------------ | ------------------ | ------------------ |
| 武岡一丁目（新設） | 1978年（昭和53年） | 田上町（一部）     |
| 武岡一丁目（新設） | 1978年（昭和53年） | 常盤町（一部）     |
| 武岡二丁目（新設） | 1978年（昭和53年） | 田上町（一部）     |
| 武岡三丁目（新設） | 1978年（昭和53年） | 田上町（一部）     |
| 武岡四丁目（新設） | 1979年（昭和54年） | 田上町（一部）     |
| 武岡四丁目（新設） | 1979年（昭和54年） | 小野町（一部）     |
| 武岡五丁目（新設） | 1979年（昭和54年） | 小野町（一部）     |
| 武岡三丁目（編入） | 1990年（平成2年）  | 田上町（一部）     |
| 武岡六丁目（新設） | 1993年（平成5年）  | 小野町（一部）     |
| 武岡一丁目（編入） | 1994年（平成6年）  | 田上町（一部）     |
| 武岡一丁目（編入） | 1994年（平成6年）  | 常盤町（一部）     |
| 常盤町（編入）     | 1994年（平成6年）  | 武岡一丁目（一部） |
| 武岡五丁目（編入） | 2005年（平成17年） | 小野町（一部）     |
| 武岡一丁目（編入） | 2007年（平成19年） | 常盤町（一部）     |
| 武岡一丁目（編入） | 2007年（平成19年） | 田上町（一部）     |

## 人口

### 町丁別
|            | 世帯数 | 人口   |
| ---------- | ------ | ------ |
| 武岡一丁目 | 1,249  | 2,593  |
| 武岡二丁目 | 966    | 1,964  |
| 武岡三丁目 | 569    | 1,256  |
| 武岡四丁目 | 709    | 1,562  |
| 武岡五丁目 | 1,490  | 3,198  |
| 武岡六丁目 | 141    | 349    |
| 計         | 5,124  | 10,922 |

### 人口の推移
以下の表は国勢調査による小地域集計が開始された1995年以降の人口の推移である。
| 年                 | 人口   |
| ------------------ | ------ |
| 1995年（平成7年）  | 13,717 |
| 2000年（平成12年） | 12,975 |
| 2005年（平成17年） | 12,207 |
| 2010年（平成22年） | 12,017 |
| 2015年（平成27年） | 11,656 |

## 施設

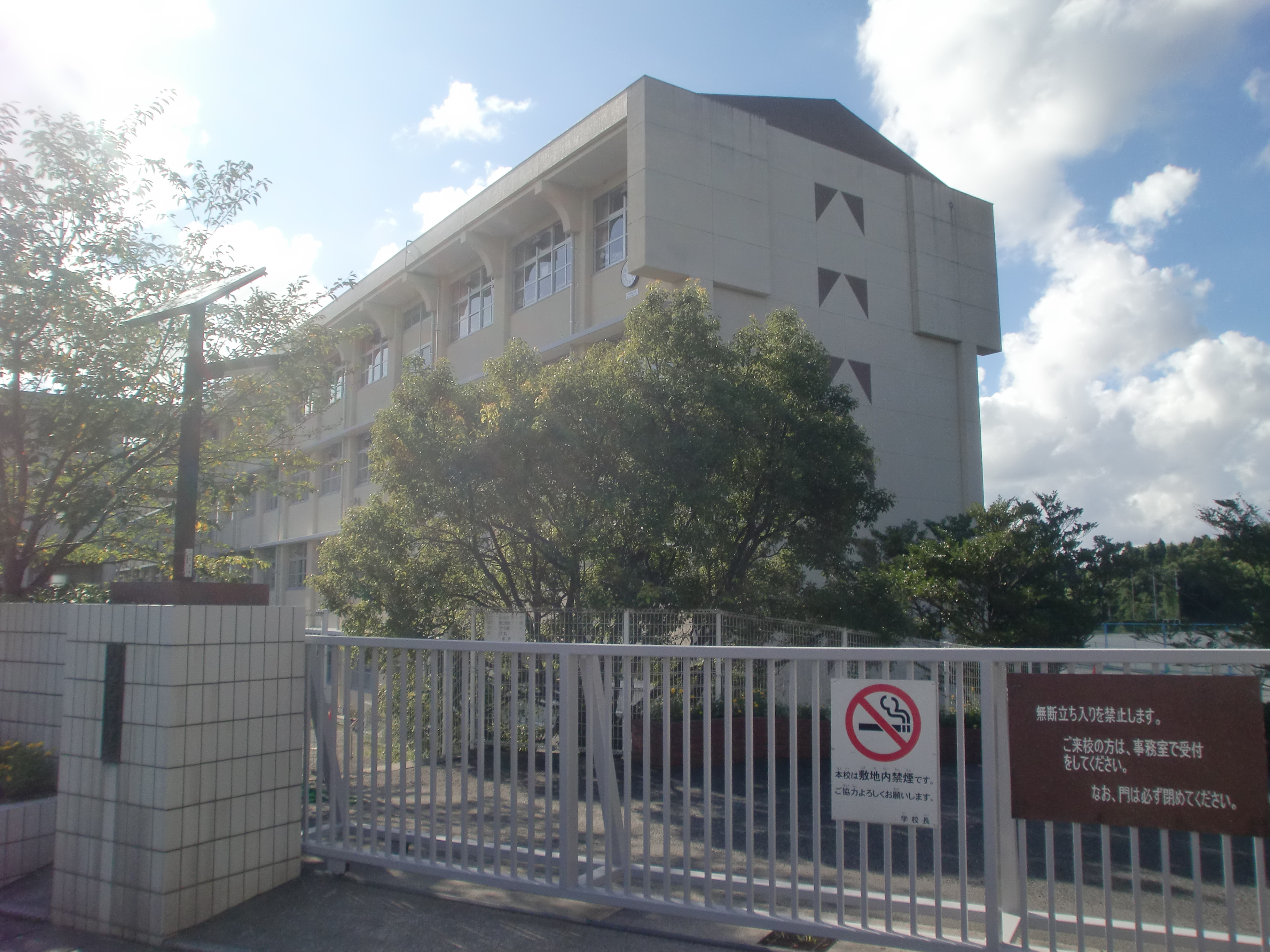
鹿児島市立武岡中学校

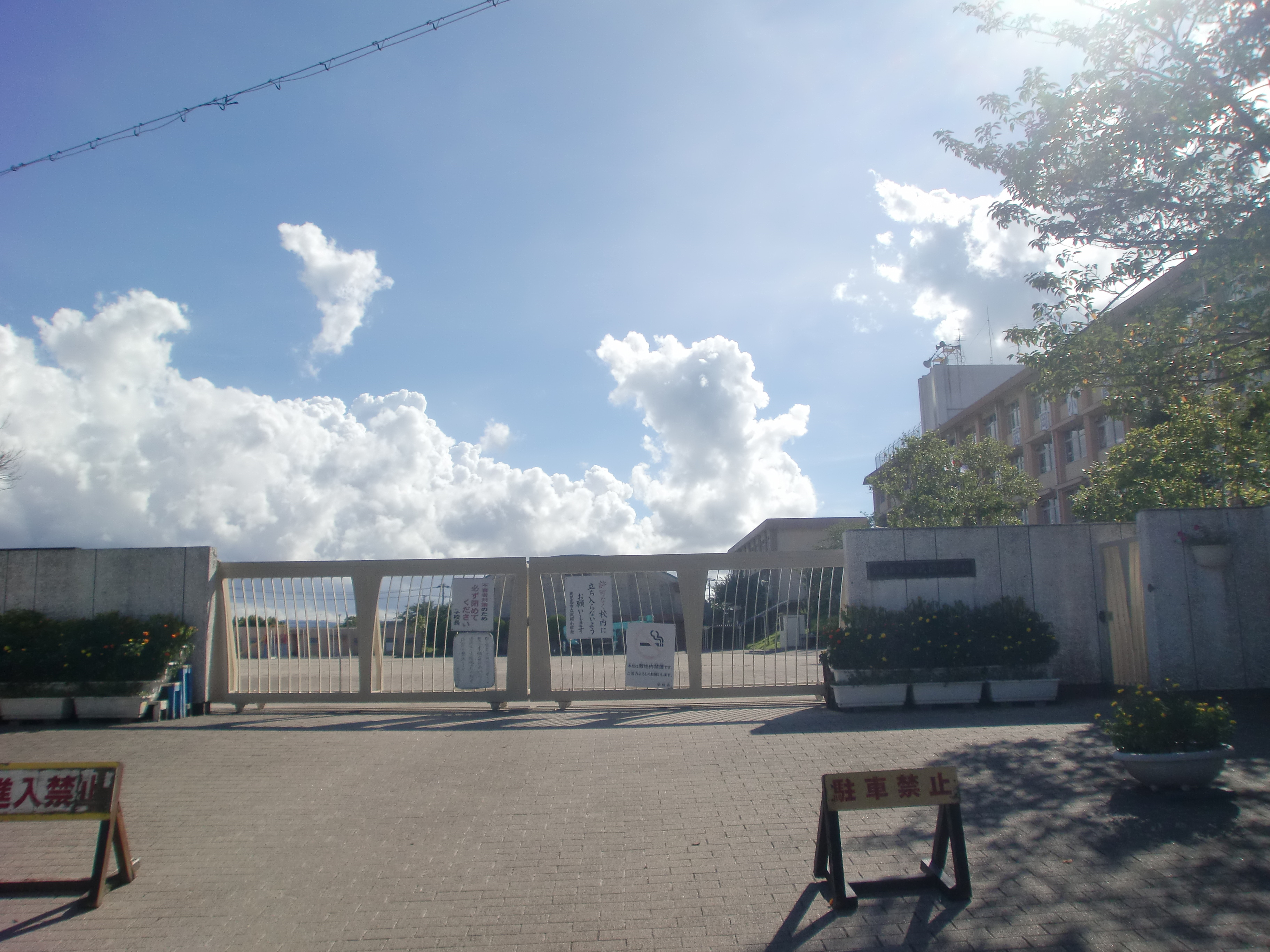
鹿児島市立武岡小学校

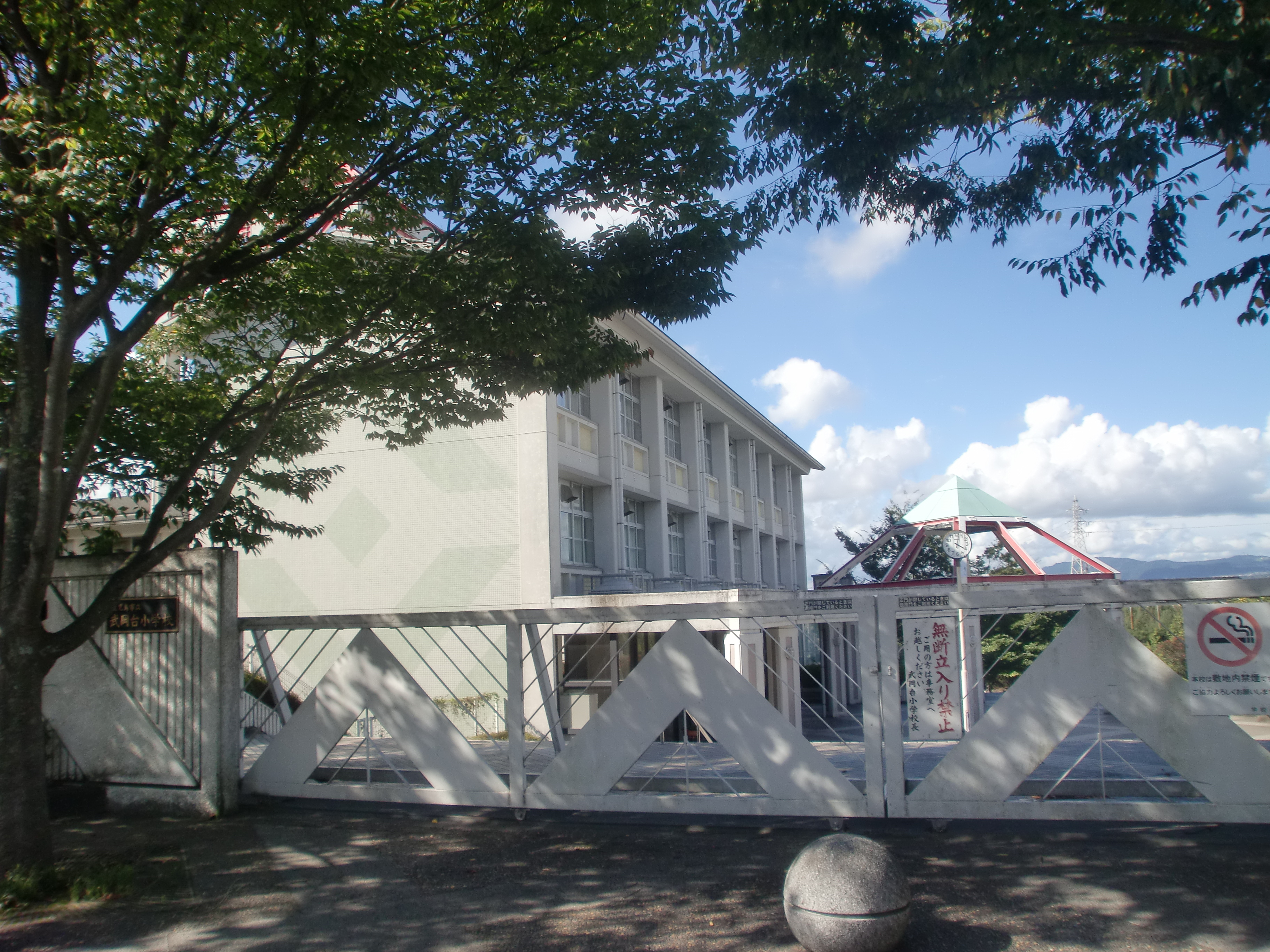
鹿児島市立武岡台小学校

### 公共
- 武岡福祉館[36]

### 教育
- 樟南高等学校[37]
- 鹿児島市立武岡中学校[38]
- 鹿児島市立武岡小学校[39]
- 鹿児島市立武岡台小学校[39]
- ヴェリタス幼稚園[40]
- 鹿児島おおとり幼稚園[40]
- 武岡幼稚園[40]

### 郵便局
- 鹿児島武岡団地郵便局[41]
- 武岡ハイランド郵便局[42]

## 小・中学校の学区
市立小・中学校に通う場合、学区（校区）は以下の通りとなる。
| 町・丁     | 番・番地  | 小学校                 | 中学校               |
| ---------- | --------- | ---------------------- | -------------------- |
| 武岡一丁目 | 133番     | 鹿児島市立西田小学校   | 鹿児島市立城西中学校 |
| 武岡一丁目 | 133番以外 | 鹿児島市立武岡小学校   | 鹿児島市立武岡中学校 |
| 武岡二丁目 | 全域      | 鹿児島市立武岡小学校   | 鹿児島市立武岡中学校 |
| 武岡三丁目 | 全域      | 鹿児島市立武岡小学校   | 鹿児島市立武岡中学校 |
| 武岡四丁目 | 全域      | 鹿児島市立武岡台小学校 | 鹿児島市立武岡中学校 |
| 武岡五丁目 | 全域      | 鹿児島市立武岡台小学校 | 鹿児島市立武岡中学校 |
| 武岡六丁目 | 全域      | 鹿児島市立武岡台小学校 | 鹿児島市立武岡中学校 |

## 交通
地域の東端は九州新幹線・JR鹿児島中央駅より徒歩圏内に位置する。

### 道路
九州自動車道がトンネルで通過するがインターチェンジ等は設置されていない。最寄りのインターチェンジは鹿児島ICである。
市道
- 都市計画道路武岡通線

### 公共交通機関
公共交通機関はバスのみ。
- 南国交通